# Ізотома оливкова
Ізотома оливкова (Desoria olivacea) — вид колембол з родини ізотомід (Isotomidae). Звичайний вид, широко поширений в Голарктиці (Європі, Азії та Північній Америці). Мешкає у лісовій підстилці, вологих мохах та норах гризунів. Вид харчується гіфами грибів і гнилим листям.

## Опис
Дрібні колемболи, близько 2 мм завдовжки. Зазвичай мають оливково-зелений колір, але зустрічаються форми від жовтуватого до червонувато-коричневого кольору. Формула очей 8+8. Денс із 20—40 дорсальними щетинками. Манубрій з тупим апікальним зубцем та 1+1 короткими апікальними сетами. Мукро 4-х зубчастий із латеральною сіткою. Тенакулум із 6-14 сетами. Коготки з виразними внутрішнім та латеральним зубцями, емподіум без зубця. Абдомінальні сегменти V-VI розділені з короткими гладкими макрохетами.